# Eleição municipal de Mossoró em 2016
A eleição municipal de Mossoró em 2016 foi realizada para eleger um prefeito, um vice-prefeito e 21 vereadores no município de Mossoró, no estado brasileiro do Rio Grande do Norte. Foram eleitos Rosalba Ciarlini (Progressistas) e Nayara Gadelha de Oliveira para os cargos de prefeita e vice-prefeita, respectivamente. Seguindo a Constituição, os candidatos foram eleitos para um mandato de quatro anos que se iniciou em 1º de janeiro de 2017 e se encerrou em 31 de dezembro de 2020. A decisão para os cargos da administração municipal, segundo o Tribunal Superior Eleitoral, contou com 167 120 eleitores aptos e 22 707 abstenções, de forma que 13,59% do eleitorado não compareceu às urnas naquele turno.

## Resultados

### Eleição municipal de Mossoró em 2016 para Prefeito
A eleição para prefeito contou com 5 candidatos em 2016: Rosalba Ciarlini (PP) com 67.476 votos (51,12%), Tião Couto (PSDB) com 51.990 votos (39,39%), Gutemberg Dias (PCdoB) com 1.370 votos (8,45%), Professor Josué Moreira (DC) com 1.370 votos (1,04%) e Francisco José Júnior (PSD) com 602 votos (anulados devido ao fato do candidato estar inelegível). O Tribunal Superior Eleitoral também contabilizou 13,59% de abstenções nesse pleito. 
| Candidato(a)                 | Vice                             | Coligação                     | Votos recebidos | Percentual |
| ---------------------------- | -------------------------------- | ----------------------------- | --------------- | ---------- |
| Rosalba Ciarlini Rosado (PP) | Nayara Gadelha de Oliveira       | Força do Povo                 | 67.476          | 51,12%     |
| Tião Couto (PSDB)            | Jorge Ricardo do Rosario         | Unidos Por uma Mossoró Melhor | 51.990          | 39,39%     |
| Gutemberg Dias (PCdoB)       | Rayane Cristina de Andrade Gomes | Frente Mossoró Tem Jeito      | 11.152          | 8,45%      |
| Professor Josué Moreira (DC) | Karliana Fernandes Nonato        | Mossoró é do Povo             | 1.370           | 1,04%      |
| Francisco José Jr. (PSD)     | Jonatas Micael Melo Felix        | Liderados pelo Povo           | 602             | -          |

### Eleição municipal de Mossoró em 2016 para Vereador
Na decisão para o cargo de vereador na eleição municipal de 2016, foram eleitos 21 vereadores com um total de 134.846 votos válidos. O Tribunal Superior Eleitoral contabilizou 3.390 votos em branco e 6.177 votos nulos. De um total de 167 120 eleitores aptos, 22 707 (13,59%) não compareceram às urnas .
| Nome                              | Partido político                                | Coligação                                          | Votos recebidos | Percentual |
| --------------------------------- | ----------------------------------------------- | -------------------------------------------------- | --------------- | ---------- |
| Jose Domingos Gondim              | Partido Trabalhista Cristão (PTC)               | Liderados pelo Povo II                             | 2802            | 2,08%      |
| Maria Izabel Araujo Montenegro    | Movimento Democrático Brasileiro (MDB)          | Força do Povo 1                                    | 2465            | 1.83%      |
| Antonio Jose Costa E Silva        | Partido Social Democrático (PSD)                | Liderados pelo Povo I                              | 2375            | 1.76%      |
| Alex Moacir de Souza Pinheiro     | Movimento Democrático Brasileiro (MDB)          | Força do Povo 1                                    | 2291            | 1.7%       |
| Ricardo Soares Nogueira do Couto  | Partido Republicano da Ordem Social (PROS)      | Liderados pelo Povo III                            | 2171            | 1.61%      |
| Sandra Maria Da Escossia Rosado   | Partido Socialista Brasileiro (PSB)             | Força do Povo 1                                    | 2129            | 1.58%      |
| Genilson Alves de Souza           | Partido da Mobilização Nacional (PMN)           | Partido da Mobilização Nacional (sem coligação)    | 2104            | 1.56%      |
| Francisco Carlos Carvalho de Melo | Progressistas (PP)                              | Força do Povo 1                                    | 2041            | 1.51%      |
| Maria Auxiliadora do Nascimento   | Partido Social Democrático (PSD)                | Liderados pelo Povo I                              | 2041            | 1.51%      |
| Alexsandro Vasconcelos Valentim   | Partido da Mulher Brasileira (PMB)              | Participe Dessa História                           | 2040            | 1.51%      |
| Flavio Tacito da Silva Vieira     | Partido Pátria Livre (PPL)                      | Liderados pelo Povo I                              | 2032            | 1.51%      |
| João Gentil de Sousa Neto         | Partido Verde (PV)                              | Partido Verde (sem coligação)                      | 1991            | 1.48%      |
| Emílio Fernando de Lima Ferreira  | Partido Social Democrático (PSD)                | Liderados pelo Povo I                              | 1947            | 1.44%      |
| Manoel Bezerra de Maria           | Partido Renovador Trabalhista Brasileiro (PRTB) | Liderados pelo Povo II                             | 1925            | 1.43%      |
| Maria Isolda Dantas de Moura      | Partido dos Trabalhadores (PT)                  | Frente Mossoró Tem Jeito                           | 1861            | 1.38%      |
| Petras Vinícius de Sousa          | Democratas (DEM)                                | Todos por uma Mossoró Melhor                       | 1585            | 1.18%      |
| Ozaniel Alves de Mesquita         | Partido da República (PR)                       | Todos por uma Mossoró Melhor                       | 1574            | 1.17%      |
| Raerio Emidio de Araujo           | Partido Republicano Brasileiro (PRB)            | Partido Republicano Brasileiro (sem coligação)     | 1431            | 1.06%      |
| Rondinell Carlos dos Santos       | Partido da Mobilização Nacional (PMN)           | Partido da Mobilização Nacional (sem coligação)    | 1385            | 1.03%      |
| Edson Duarte Morais               | Partido Republicano Brasileiro (PRB)            | Partido Republicano Brasileiro (sem coligação)     | 1021            | 0.76%      |
| Antonia Aline Menezes do Couto    | Partido Humanista da Solidariedade (PHS)        | Partido Humanista da Solidariedade (sem coligação) | 916             | 0.68%      |